# آدریان پل
آدریان پل (انگلیسی: Adrian Paul؛ زادهٔ ۲۹ مهٔ ۱۹۵۹) هنرپیشه اهل کشور بریتانیا است.

## قسمتی از فیلمشناسی
- پرورش داده
- بالماسکه مرگ سرخ
- عاشقانه شماره ۹
- نقشه سوزان